# Jadwiga Rutkowska
Jadwiga Maria Rutkowska (Abisiak, Dobrowolska), née le 2 février 1934 à Guzów (Żyrardów) et morte le 19 juin 2004 à Varsovie, est une joueuse de volley-ball polonaise.

## Carrière
Jadwiga Rutkowska participe aux Jeux olympiques de 1964 à Tokyo et remporte la médaille de bronze avec l'équipe nationale de Pologne lors de cette compétition.